# Weende (Göttingen)
Weende is een dorp in de Duitse gemeente Göttingen in de deelstaat Nedersaksen. Het dorp werd in 1964 bij de stad Göttingen gevoegd en is sindsdien grotendeels versmolten met de stad.
Weende wordt al genoemd in een oorkonde uit 966 waarin een gift van Otto I aan het klooster Enger wordt beschreven. Bijzonder is de kerktoren die gebouwd werd rond 1180.
- Gemeinsame Normdatei: 4260228-2
- Library of Congress Control Number: n94013040
- Nationale Bibliotheek van Israël: 987007533093205171
- Virtual International Authority File: 123307116